# Johannesburgo
Johannesburgo (en afrikáans e inglés: Johannesburg, en zulú: IGoli, 'lugar de oro') es la capital de la provincia de Gauteng, también es la capital industrial de Sudáfrica y la ciudad más poblada, la más rica de dicho país y la cuarta economía más grande del África austral. Coloquialmente los sudafricanos le llaman Joburg, Jozi, o JHB. Asimismo, es considerada el principal centro económico y financiero del país.
Esta ciudad es una de las 40 áreas metropolitanas más grandes del mundo y una de las únicas tres de África oficialmente denominadas "ciudad global" (clasificada como una ciudad de clase mundial); las otras dos son El Cairo y Ciudad del Cabo.
Erróneamente, se la considera como la capital de Sudáfrica (este país posee tres ciudades capitales oficiales, de las cuales Johannesburgo no forma parte). Sin embargo, allí se ubica la Corte Constitucional, la corte de mayor rango de todo Sudáfrica.
En Johannesburgo existe comercio a gran escala de oro y diamantes, debido a su ubicación privilegiada en el área de las colinas de Witwatersrand muy ricas en minerales.
Johannesburgo recibe visitantes por medio del Aeropuerto Internacional O.R. Tambo, el más grande y con mayor circulación en África y puerta aérea al resto del sur de África.
Es una de las pocas grandes ciudades del mundo que ni están en la costa, ni poseen un río importante o canal navegable que la comunique con el mar (al igual que Madrid, Milán, Múnich o Teherán). Las modificaciones realizadas en las fronteras municipales, llevadas al efecto en el año 2000, hicieron que la población sobrepasase los 3 millones (5,61 millones en 2013).
La población del área metropolitana (que incluye los otros municipios del Gauteng excepto Pretoria) se estima actualmente en unos 9 millones de habitantes. Eso la colocaría como la cuarta ciudad más poblada de África.

## Símbolos

### Bandera
El diseño actual de la bandera fue adoptado el 16 de mayo de 1997, en sustitución de una versión anterior de la bandera que había estado en servicio desde el 20 de octubre de 1970.
El diseño es una tricolor-fimbriada vertical con los colores: blanco, azul, verde y rojo. El nuevo escudo de armas de la ciudad de Johannesburgo se muestra en el centro de la bandera en la franja verde, en el centro de un traste heráldico en un disco blanco sobre un fondo negro. La bandera hace clara alusión a los colores de la nueva bandera nacional de Sudáfrica, en donde se incluye el escudo de armas de la ciudad de Johannesburgo.

## Historia
Fue fundada en 1886 tras el descubrimiento de oro en Witwatersrand y, al cabo de una década, pasó a ser una ciudad con más de 100 000 habitantes. El lugar suele llamarse en zulú como eGoli, la tierra del oro, aunque las minas cercanas ya se han agotado.
El área alrededor de Johannesburgo está habitado desde hace millones de años. Las Cuevas de Sterkfontein al noroeste son la cuna del esqueleto más completo de un homínido con 3.3 millones de años de antigüedad, así como cerca de 700 ejemplares de una especie estrechamente relacionada, el Australopithecus africanus, entre otras la Señora Ples, que tiene entre 2.8 y 2.3 millones de años.
Se cree que la región de Johannesburgo fue habitada por el pueblo nómada Bushmen hace unos 100 000 años. Los Bushmen habrían vivido en esa área hasta que el pueblo de lengua Bantú migró a ese lugar cerca del año 1 060 a.d. C. El pueblo Bantú pertenecía a la Edad del Hierro y domesticaron animales, cultivaron la tierra, trabajaron los metales, hicieron cerámica y vivieron en aldeas organizadas.
La región permaneció habitada por ambos pueblos. Cuando llegaron los europeos, un pequeño grupo de bóeres comenzó a establecer granjas, pero no hubo grandes asentamientos europeos hasta la década de 1880, en que se descubrió oro en esa región, gatillando la fiebre del oro.
Inicialmente, se descubrió oro un poco al este de la ubicación actual de la ciudad, en Barberton. Las estimaciones rápidamente llevaron a la conclusión de que había yacimientos más ricos en Witwatersrand.
El pueblo en sus comienzos era como cualquier asentamiento promisorio, pero cuando se corrió la voz de la existencia de oro, la gente acudió en gran número a esta área desde muchas otras regiones del país, así como de Norteamérica, el Reino Unido y el resto de Europa. A medida que el valor del control de las tierras aumentó, se produjeron tensiones entre los bóeres, que fundaron el pueblo y en cuyo país (la República de Sudáfrica -ZAR-)se ubicaba Johannesburgo durante el siglo XIX, y los británicos, culminando en la Segunda Guerra Anglo-Bóer. Los bóeres perdieron la guerra y el control del área fue cedido a los británicos.
Cuando se declaró la Unión de Sudáfrica el año 1910, se allanó el camino para una estructura más organizada de la minería. Más tarde, el gobierno sudafricano instituyó un severo sistema racial, en que negros e indios tenían una gran carga tributaria, fueron excluidos de los trabajos profesionales y en consecuencia, forzados a trabajar en trabajos nómadas en los cultivos que abastecían las minas de oro.
El gobierno sudafricano instituyó un sistema de mudanzas forzadas, moviendo a la población de ascendencia no europea a áreas específicas. Este sistema creó el extenso barrio de chabolas de Soweto (Pueblos del suroeste), una de las zonas donde se obligó a los negros a vivir durante el apartheid. Nelson Mandela pasó muchos años viviendo en Soweto y su casa de Soweto en Orlando actualmente es una gran atracción turística.
La violencia a gran escala estalló en 1976 cuando los Estudiantes del Consejo Representativo de Soweto organizaron protestas en contra del uso de la lengua afrikáans como idioma primario de instrucción, que era considerada como la lengua de los opresores, en las escuelas para la población de color. La policía disparó a una marcha de estudiantes y 1000 personas murieron los doce meses siguientes al protestar contra el sistema de apartheid. Una de las víctimas más famosas de la masacre, Hector Pieterson, es recordada con un gran museo dedicado a su memoria en Soweto.
Las regulaciones del apartheid se abandonaron en febrero de 1990 y desde las elecciones de 1994, Johannesburgo ha estado libre de leyes discriminatorias. Los pueblos para la gente de color han sido integrados al sistema de gobierno municipal y en algunas partes los suburbios se han convertido en barrios multirraciales. Sin embargo, ha habido una migración a gran escala del comercio y oficinas desde el distrito de Negocios Central y los suburbios del sur, en favor de los suburbios del norte. Esto fue estimulado por un aumento en la tasa de criminalidad, una congestión de tráfico muy seria y el transporte público inadecuado, así como un marco tributario favorable para terratenientes en los suburbios del norte, creado antes de la integración de la ciudad. Actualmente, el Consejo Metropolitano de Johannesburgo está implementando un proyecto para revivir el centro de la ciudad, que lleve a muchas empresas a mover sus centros de negocios de vuelta a esa área.

## Geografía
Johannesburgo está ubicada en la planicie del este de Sudáfrica, conocida como la Highveld, con una elevación de 1753 metros. Sobre una pequeña cresta llamada el Witwatersrand (en afrikáans, "Cresta de Agua Blanca") y los suburbios norte y oeste de la ciudad están insertos en las colinas, mientras el área metropolitana este es generalmente plana. La ciudad se halla en la línea divisoria de aguas entre los océanos Atlántico e Índico.

### Clima
Debido a su gran altitud (más de 1500 m) la ciudad tiene un clima subtropical de alta montaña, con 4 estaciones bien definidas y estación seca. Según la clasificación climática de Köppen es un clima templado subhúmedo (Cwb), templado con sequía invernal y veranos suaves, con menos de 22 °C de media. Durante los meses de verano (de octubre a abril) la ciudad concentra más del 90 % de precipitaciones y el invierno extremadamente seco. Las temperaturas en Johannesburgo son usualmente bastante agradables gracias a la altitud de la ciudad, con una temperatura máxima promedio durante el día en enero de 26 °C, cayendo a una máxima promedio de cerca de 16 °C en junio. Durante el invierno, la temperatura ocasionalmente baja de 0 °C, causando heladas. Las ocurrencias de precipitaciones de nieve son raras, aunque la ciudad experimentó una nevada en septiembre de 1982 y otra ligera en agosto de 2006. El promedio anual de precipitaciones es de 713 mm, el cual se concentra principalmente en los meses de verano.
A pesar del clima relativamente árido durante el invierno, Johannesburgo tiene alrededor de seis millones de árboles y se dice que es la ciudad con el bosque hecho por el humano más grande del mundo. Muchos árboles se plantaron originalmente en las áreas del norte y a fines del siglo XIX para abastecer de madera a la industria minera. Estas áreas fueron desarrolladas por los inmigrante alemanes, que llamaron a los bosques Sachsenwald. El nombre cambió a Saxonwold, que es el nombre actual del suburbio. Los residentes blancos que se mudaron a estas áreas, generalmente se refieren a los Suburbios del Norte, manteniendo muchos de los árboles originales y plantando nuevos, con el estímulo del Consejo de la ciudad. En años recientes, sin embargo, ha caído un número considerable de árboles, para hacer un camino para el desarrollo residencial y comercial. La ciudad corre el riesgo de perder su foresta en unas pocas décadas.
| Parámetros climáticos promedio de Johannesburgo       | Parámetros climáticos promedio de Johannesburgo | Parámetros climáticos promedio de Johannesburgo | Parámetros climáticos promedio de Johannesburgo | Parámetros climáticos promedio de Johannesburgo | Parámetros climáticos promedio de Johannesburgo | Parámetros climáticos promedio de Johannesburgo | Parámetros climáticos promedio de Johannesburgo | Parámetros climáticos promedio de Johannesburgo | Parámetros climáticos promedio de Johannesburgo | Parámetros climáticos promedio de Johannesburgo | Parámetros climáticos promedio de Johannesburgo | Parámetros climáticos promedio de Johannesburgo | Parámetros climáticos promedio de Johannesburgo |
| Mes                                                   | Ene.                                            | Feb.                                            | Mar.                                            | Abr.                                            | May.                                            | Jun.                                            | Jul.                                            | Ago.                                            | Sep.                                            | Oct.                                            | Nov.                                            | Dic.                                            | Anual                                           |
| ----------------------------------------------------- | ----------------------------------------------- | ----------------------------------------------- | ----------------------------------------------- | ----------------------------------------------- | ----------------------------------------------- | ----------------------------------------------- | ----------------------------------------------- | ----------------------------------------------- | ----------------------------------------------- | ----------------------------------------------- | ----------------------------------------------- | ----------------------------------------------- | ----------------------------------------------- |
| Temp. máx. abs. (°C)                                  | 41.4                                            | 33.5                                            | 31.9                                            | 29.3                                            | 26.4                                            | 23.1                                            | 24.4                                            | 26.2                                            | 30.0                                            | 32.2                                            | 38.5                                            | 39.4                                            | 41.4                                            |
| Temp. máx. media (°C)                                 | 25.6                                            | 25.1                                            | 24.0                                            | 21.1                                            | 18.9                                            | 16.0                                            | 16.7                                            | 19.4                                            | 22.8                                            | 23.8                                            | 24.2                                            | 25.2                                            | 21.9                                            |
| Temp. media (°C)                                      | 19.5                                            | 19.0                                            | 18.0                                            | 15.3                                            | 12.6                                            | 9.6                                             | 10.0                                            | 12.5                                            | 15.9                                            | 17.1                                            | 17.9                                            | 19.0                                            | 15.5                                            |
| Temp. mín. media (°C)                                 | 14.7                                            | 14.1                                            | 13.1                                            | 10.3                                            | 7.2                                             | 4.1                                             | 4.1                                             | 6.2                                             | 9.3                                             | 11.2                                            | 12.7                                            | 13.9                                            | 10.1                                            |
| Temp. mín. abs. (°C)                                  | 7.2                                             | 6.0                                             | 2.1                                             | 0.5                                             | -2.5                                            | -8.2                                            | -7.0                                            | -5.0                                            | -3.3                                            | 0.2                                             | 1.5                                             | 3.5                                             | -8.2                                            |
| Precipitación total (mm)                              | 125                                             | 90                                              | 91                                              | 54                                              | 13                                              | 9                                               | 4                                               | 6                                               | 27                                              | 72                                              | 117                                             | 105                                             | 713                                             |
| Días de precipitaciones (≥ 0.1 mm)                    | 15.9                                            | 11.2                                            | 11.9                                            | 8.6                                             | 2.9                                             | 2.0                                             | 1.0                                             | 2.1                                             | 3.8                                             | 9.8                                             | 15.2                                            | 14.9                                            | 99.3                                            |
| Horas de sol                                          | 250.1                                           | 224.8                                           | 238.8                                           | 236.9                                           | 276.0                                           | 266.9                                           | 283.9                                           | 284.1                                           | 280.8                                           | 269.5                                           | 248.7                                           | 263.9                                           | 3124.4                                          |
| Humedad relativa (%)                                  | 69                                              | 70                                              | 68                                              | 65                                              | 56                                              | 53                                              | 49                                              | 46                                              | 47                                              | 56                                              | 65                                              | 66                                              | 59.2                                            |
| Fuente n.º 1: World Meteorological Organization, NOAA |                                                 |                                                 |                                                 |                                                 |                                                 |                                                 |                                                 |                                                 |                                                 |                                                 |                                                 |                                                 |                                                 |
| Fuente n.º 2: South African Weather Service           |                                                 |                                                 |                                                 |                                                 |                                                 |                                                 |                                                 |                                                 |                                                 |                                                 |                                                 |                                                 |                                                 |

### Barrios
Los distintos suburbios de Johannesburgo generalmente se clasifican por su dirección según los puntos cardinales y cada área de la ciudad tiene distinta personalidad. Dado que Johannesburgo es una gran ciudad, existe un gran variedad en los suburbios que la componen. Mientras el distrito de Negocios Central y las áreas circundantes fueron originalmente áreas pudientes, perdieron su reputación luego de que los inmigrantes abandonaron los edificios y creció el nivel de criminalidad. Los suburbios del sur de la ciudad son principalmente residenciales de la clase baja, junto con algunos barrios, aunque la mayoría de los suburbios del sur tienden a ser extremadamente grandes y poco diferenciados.
Los suburbios del norte y noroeste se han convertido en el centro de la riqueza, con tiendas exclusivas, escuelas privadas y varias áreas residenciales de la clase alta donde la mayoría son afrikáner y descendientes de ingleses (blancos en Sudáfrica) como Sandton, Randburg, Houghton (donde vivió Nelson Mandela). El área noroeste en particular es vibrante y llena de vida, con el suburbio de Sophiatown mayormente negro, un semillero de actividad política y el área de Melville con sabor bohemio que posee lugares de encuentro y vida nocturna. Auckland Park es la sede de la sede central de la South African Broadcasting Corporation y de la Universidad de Johannesburgo.
Hacia el suroeste, el centro de la ciudad es Soweto, un área urbana mayormente negra levantada durante el régimen del apartheid específicamente para acoger a la población africana que hasta ese momento vivían en áreas que el gobierno había designado para el asentamiento blanco. Actualmente, Soweto está entre las partes más pobres de Johannesburgo. Los suburbios orientales como Yeoville, un lugar de vida nocturna para los negros y varias áreas residenciales están ganando reputación paulatinamente.

## Gobierno
Durante la era de apartheid, Johannesburgo estaba dividida en 11 autoridades locales, 7 de las cuales eran blancos y 4 negros. Las autoridades blancas eran independientes en un 90 % de impuestos de la ciudad y otros impuestos locales y gastaban 600 Rand (USD $93) por persona, mientras las autoridades negras solo en un 10 %, gastando Rand 100 (USD $15) por persona.
El primer Consejo de la ciudad posapartheid se creó el año 1995. El Consejo adoptó el lema "Una ciudad, un contribuyente", con objeto de destacar su meta principal de dirigir una distribución igualitaria de los impuestos. Para este fin, los ingresos de las áreas blancas tradicionalmente pudientes, ayudaron a pagar por los servicios necesarios en las áreas pobres de los negros. El Consejo de la Ciudad fue dividido en 4 regiones, cada una con una autoridad local substancialmente autónoma, que sería supervisada por un consejo metropolitano central. Además, las fronteras municipales, fueron extendidas para incluir a los pueblos satélites con más recursos como Sandton y Randburg, barrios más pobres como Soweto y Alexandra, así como asentamientos informales como Orange Farm.
En 1999, Johannesburgo nombró a un gerente de la ciudad, para reestructurar la debilitada situación financiera de ésta. El gerente, junto con el Consejo Municipal, redactó un anteproyecto llamado "Igoli 2002". Un plan de 3 años que consistía en que el gobierno vendiera recursos no críticos, reestructurar ciertos servicios públicos y cambiar otros a un sistema auto-financiado. El plan sacó a la ciudad de la insolvencia y produjo un superávit de R153 millones (USD $23.6 million).

## Criminalidad

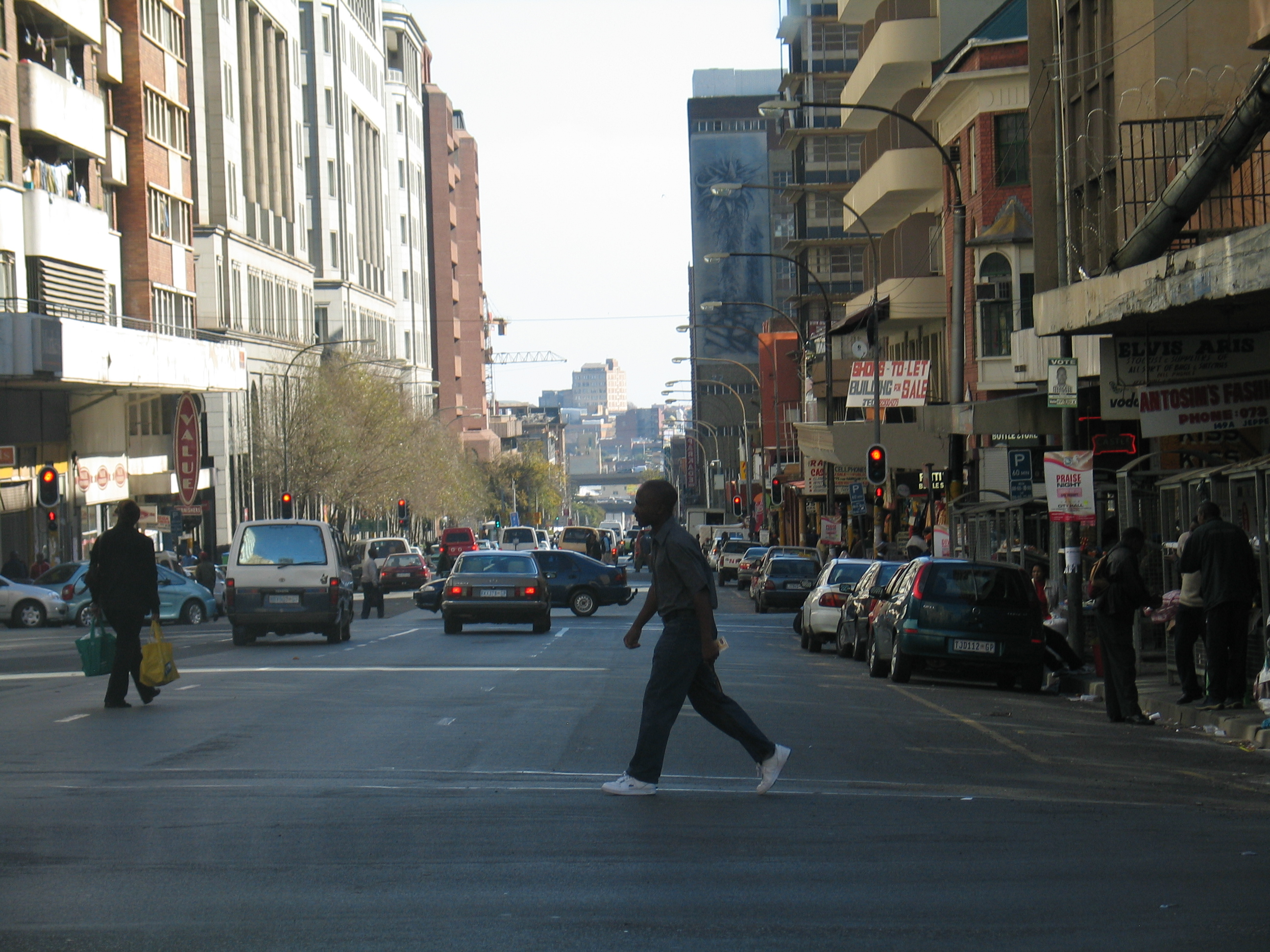
Una calle en Hillbrow.

Después de que se descartara el Acto de Áreas de Grupo a principios de los 90, Johannesburgo sufrió un deterioro urbano. Miles de pobres, la mayoría negros, personas a las que se les había prohibido vivir en la ciudad propiamente dicha, se mudaron de las zonas circundantes, como el Soweto, al centro. Los niveles de criminalidad en áreas anteriormente blancas, creció. Muchos edificios fueron abandonados por sus propietarios, especialmente en las áreas altamente pobladas como Hillbrow. Muchas corporaciones e instituciones, incluyendo JSE Securities Exchange, cambiaron sus centros de operaciones a los suburbios como Sandton. Hacia fines de la década de 1990, Johannesburgo se había convertido en una de las ciudades más peligrosas del mundo.
Revitalizar el centro de la ciudad es una de las metas principales del gobierno municipal. Se han tomado medidas drásticas para reducir el crimen en Johannesburgo. Estas incluyen Circuitos Cerrados de TV en las esquinas. Las estadísticas muestran que los niveles de criminalidad han caído a medida que la economía se ha estabilizado y ha comenzado a crecer. En un esfuerzo para preparar a la ciudad para el Mundial de Fútbol de 2010, el gobierno municipal solicitó ayuda del exalcalde de Nueva York, Rudolph Giuliani para bajar la tasa criminal, dado que los partidos de apertura y cierre del torneo se jugaron en esta ciudad.

## Demografía
| Afrikáans Inglés Ndebele Xhosa Zulú Sotho septentrional | Sotho meridional Setsuana Venda Tsonga Sin un idioma dominante |

Distribución geográfica de los idiomas en Johannesburgo
Afrikáans
Inglés
Ndebele
Xhosa
Zulú
Sotho septentrional
Sotho meridional
Setsuana
Venda
Tsonga
Sin un idioma dominante

Según el censo nacional de Sudáfrica de 2023, la población del Johannesburgo es de 4 803 262 personas, aunque si se incluyen las áreas del East Rand y otras áreas suburbanas, es de alrededor de 7 millones, de los cuales 1 006 930 personas viven en una vivienda formal, del cual el 86 % posee un servicio higiénico con alcantarillado o químico y un 91 % tiene servicio municipal de recolección de basura semanalmente, como mínimo. El 81 % de las viviendas tiene acceso al agua potable y el 80 % utiliza la electricidad como fuente principal de energía. Un 22 % de los residentes de Johannesburgo permanecen en moradas informales. El 65 % de las viviendas son de propiedad de una persona.
En 2023 los negros africanos eran el 76.4 % de la población, seguidos por los blancos con un 12.3 %, mestizos o "coloureds" en un 5.6 % y asiáticos en un 4.9 %. El 42 % de la población es menor de 24 años, mientras el 6 % de la población es mayor de 60 años. Un 37 % de los residentes de la ciudad están desempleados. El 91 % de los desempleados es negro. Las mujeres comprenden el 43 % de la población trabajadora. Un 19 % de los adultos económicamente activos trabaja en sectores de ventas por mayor o al detalle, 18 % en el sector financiero, servicios estatales y de negocios, el 17 % en servicios comunitarios, sociales y personales y el 12 % está en la manufactura. Solo el 0.7 % trabaja en la minería.
El 34 % de los residentes de Johannesburgo habla lenguas nguni en sus hogares, el 26 % habla lenguas sesoto, el 20 % habla inglés y el 10 %, afrikáans. El 30 % de los adultos se ha graduado de secundaria. El 15 % tiene estudios superiores (universitaria o técnica). Un 7 % de los residentes es completamente analfabeto. El 15 % tiene educación primaria.
El 34 % usa el transporte público para ir al trabajo o lugar de estudios, el 32 % hace este recorrido a pie, mientras que el 34 % utiliza un medio privado de transporte para este mismo fin.
El 53 % pertenece a las principales iglesias cristianas, el 24 % es ateo, el 14 % es miembro de las iglesias independientes africanas, el 3 % son musulmanes, el 1 % es judío y otro 1 % es hindú.

## Economía

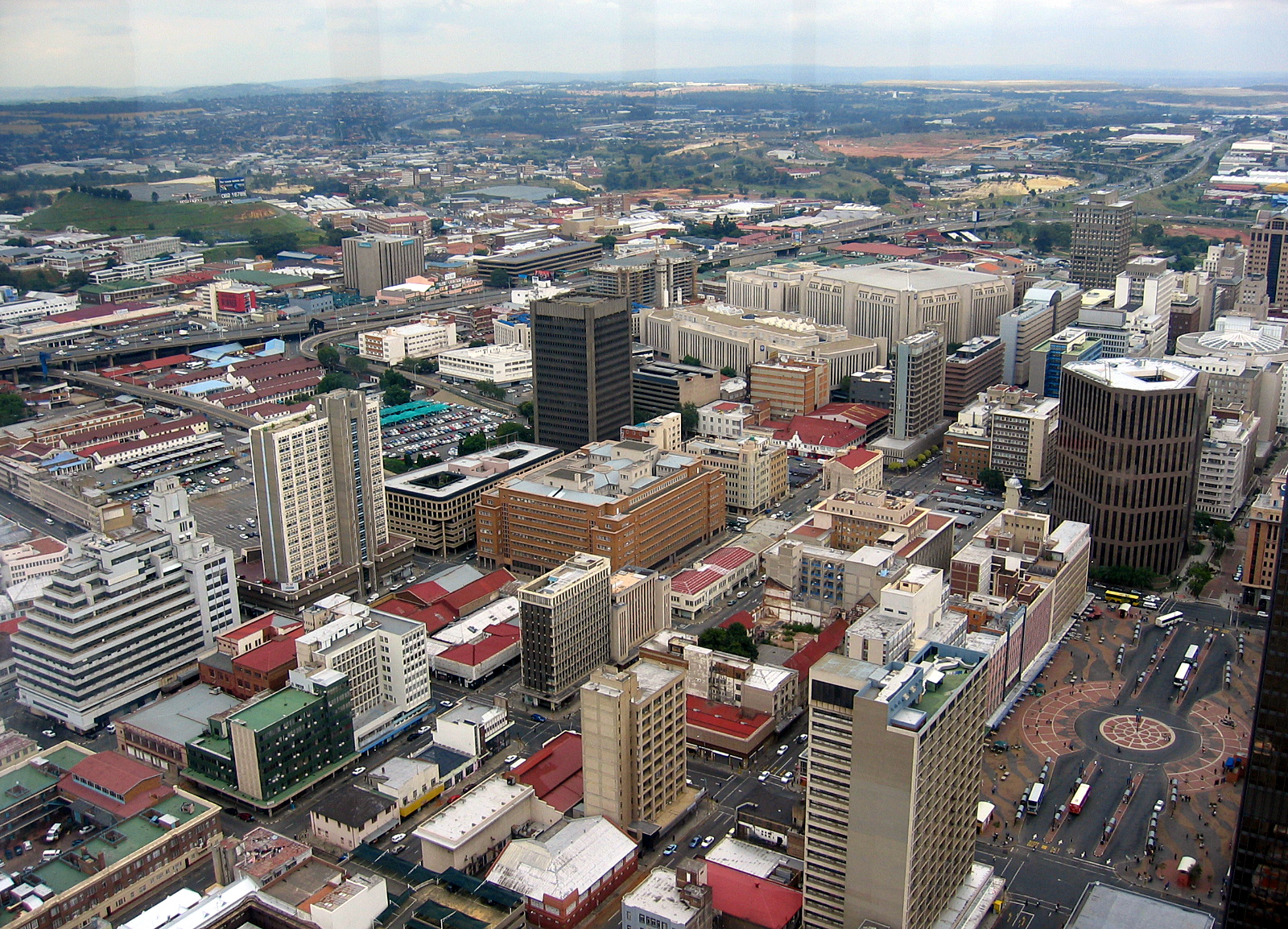
Vista del distrito de Negocios Central de Johannesburgo desde el Carlton Centre.

Johannesburgo es el centro económico y financiero de Sudáfrica, produciendo el 16 % del producto interno bruto del país y el 40 % de la actividad económica de Gauteng. La minería es la base de la economía de Witwatersrand, pero su importancia va en declinación gradualmente. La minería del oro ya no tiene lugar dentro de los límites de la ciudad, pero la mayoría de las compañías mineras tiene sus oficinas centrales en ésta. La explotación de este mineral ha provocado la formación de auténticas montañas artificiales y le ha dado una gran riqueza a la ciudad.
También es un importante centro industrial, tiene una gran variedad de industrias manufactureras tales como acerías y fábricas de cemento. Asimismo, muchas compañías de la banca y comerciales se localizan en Johannesburgo. Esta ciudad tiene la mayor bolsa de valores, la JSE Securities Exchange.
Debido a su importancia comercial, esta ciudad es la sede de muchas oficinas de ramas del gobierno, así como de oficinas consulares y otras instituciones que normalmente se encuentran en las capitales. También existe un gran mercado informal consistente en librecambistas callejeros de efectivo y vendedores que son subestimados en las estadísticas oficiales.
El complejo urbano Witwatersrand es un gran consumidor de agua en una región seca. Su continuo crecimiento económico y demográfico ha dependido de los esquemas de desvío de agua desde otras regiones de Sudáfrica y las tierras altas de Lesoto, pero serán necesarias más fuentes de agua en el siglo XXI.
La terminal de contenedores en City Deep es presumiblemente el puerto terrestre más grande del mundo, con cerca del 60 % del cargamento que llega por el puerto de Durban. El área de City Deep ha sido declarada zona de desarrollo industrial (IDZ, por sus siglas en inglés) por el gobierno de Gauteng, como parte del Proyecto IQ Azul.
El centro más grande de comercio de Johannesburgo es Sandton City, mientras Hyde Park es uno de los más prestigiosos. Otros centros incluyen Rosebank, Eastgate, Westgate, Northgate, Southgate y Cresta. Asimismo, existen planes de construir una zona comercial extremadamente grande, conocida como el Zonk'Izizwe Shopping Resort, en Midrand. "Zonk'Izizwe" significa "All Nations" en isiZulu, indicando que el centro atenderá las necesidades de la mezcla de pueblos y razas de la ciudad.

### Turismo
Johannesburgo no es un destino turístico tradicional, pero la ciudad es un punto de tránsito que conecta vuelos a Ciudad del Cabo, Durban y el parque nacional Kruger. En consecuencia, la mayoría de los visitantes internacionales del país, pasan por Johannesburgo por lo menos una vez, lo que ha llevado al desarrollo de más atracciones para los turistas. Recientemente se han mejorado los museos de historia, como el del apartheid y el de Hector Pieterson, restaurándose la Biblioteca de la ciudad. Otra atracción es el gran parque de diversiones Gold Reef City, ubicado al sur del distrito de Negocios Central. El Zoológico de Johannesburgo es el más grande del país.
La ciudad también cuenta con varios museos de arte, como el Art Gallery de Johannesburgo, que exhibe pinturas figurativas y paisajes de Sudáfrica y Europa. El Museo África, cubre la historia de la ciudad, así como alberga una gran colección de arte en roca. El complejo Market Theatre adquirió notoriedad en los años 70 y 80 del siglo XX: presenta obras antiapartheid y se ha convertido en un centro para la creación teatral sudafricana moderna.
Además, existe una gran industria turística en las visitas de antiguos barrios, como Soweto y Alexandra. La mayoría de las personas que visitan Soweto van al Museo Mandela, el cual se ubica en el antiguo hogar de Nelson Mandela.
La Cuna de la Humanidad, declarada Patrimonio de la Humanidad por la UNESCO, está a 25 kilómetros al noroeste de la ciudad. El sitio donde se encontró el fósil Sterkfontein, es famoso por ser el lugar más rico del mundo en homínidos y allí se halló el primer adulto de la especie Australopithecus africanus, así como el primer esqueleto casi completo de un Australopithecine temprano.

## Periódicos

### Medios de comunicación
Un gran número de periódicos y revistas tienen sus oficinas en la ciudad, dado que es el centro de transportes y telecomunicaciones del país. Beeld es el periódico líder en afrikáans para la ciudad y el país, mientras que el City Press es un periódico dominical que ostenta el título del tercer más vendido en Sudáfrica. El Sowetan es un periódico grande que es publicado en Soweto. El Mail & Guardian es un periódico de investigación, mientras el Citizen es un tabloide y el Star es un diario local que cubre temas mayormente relacionados con Gauteng. El Sunday Times es el periódico dominical más leído.
Johannesburgo es también un centro de medios de transmisión, con estaciones radiales como YFM, Metro FM, 702, Highveld Stereo, 5FM, Kaya FM y Classic FM situadas en la ciudad. Johannesburgo es asimismo la sede central de emisores de la South African Broadcasting Corporation y M-Net, mientras eTV también marca presencia en la ciudad. Esta posee 2 torres de televisión: la Hillbrow Tower y la Sentech Tower.

## Deporte
Los deportes más populares en Johannesburgo son el fútbol, el atletismo, el rugby y el críquet.
El estadio Ellis Park fue la sede de la Copa Mundial de Rugby de 1995. Es la sede de los Leones, anteriormente los Gatos, representan a Johannesburgo, Noroeste y Mpumalanga en la competencia de Rugby más importante del hemisferio sur; el Super Rugby, que incluye equipos de Sudáfrica, Australia, Argentina y Nueva Zelandia. Johannesburgo también es la sede de los Golden Lions, quienes compiten en la Currie Cup, primera división de rugby del país. En Soweto se encuentra el estadio FNB, sede habitual de la selección de fútbol de Sudáfrica, el cual es el recinto deportivo más grande de toda África.
Cada mañana de domingo, decenas de miles de corredores se juntan para formar parte de carreras informales organizadas por varios clubes atléticos.
Los habitantes de Johannesburgo son muy aficionados al fútbol y los equipos de Johannesburgo juegan en la Premier Soccer League (PSL) o en la Primera División. En la PSL, los mejores equipos de la ciudad son feroces rivales e incluyen a los Kaizer Chiefs (también conocidos como los Amakhosi), Orlando Pirates (también llamados Buccaneers) y los Moroka Swallows, que tienen su sede central en los estadios Rand y FNB de la ciudad, respectivamente. La Universidad Witwatersrand, apodada los Clever Boys, que tienen una membresía de sobre 1500, es uno de los más grandes del mundo y también forman parte de la Premier League. Los equipos de primera división tienen a Katlehong City y a Alexander United, que juegan en los estadios Alexander y Reiger Park respectivamente. Johannesburgo fue la sede de la final de la Copa Mundial de la FIFA, entre otros partidos de esta competición en 2010, que se llevó a cabo en Sudáfrica. Johannesburgo contó con dos estadios para este torneo, el Soccer City y el Ellis Park. El vencedor de la copa fue España, derrotando a Holanda en una reñida final marcada por la violencia de los jugadores de la selección neerlandesa frente al vistoso juego español. En cricket, los Highveld Lions representan a Johannesburgo, el resto de Gauteng y el Noroeste de la provincia en el estadio Wanderers. Quienes toman parte en los campeonatos Supersport y MTN Local.

## Transporte
Johannesburgo, en forma similar a la ciudad de Los Ángeles, es una joven y creciente ciudad dirigida principalmente a vehículos particulares y carece de un sistema de transporte público adecuado. Un número significativo de los residentes dependen de los minibuses que funcionan en forma informal.

### Tránsito masivo
El sistema de líneas de metro de Johannesburgo conecta el centro con Soweto, Pretoria y la mayoría de los pueblos satélite de todo Witwatersrand. Este transporta un inmenso número de trabajadores diariamente. Sin embargo, la infraestructura ferroviaria fue construida en los inicios de la ciudad y cubre sólo las áreas más antiguas de Johannesburgo. En la mitad del último siglo, Johannesburgo creció hacia el norte y ninguna de las áreas del norte, incluyendo los distritos clave de negocios de Sandton, Midrand, Randburg y Rosebank posee estructura ferroviaria.
El Proyecto Azul IQ del Gobierno Provincial de Gauteng, Gautrain, ha hecho provisiones para la creación de un vínculo rápido de rieles, que corra del norte al sur, entre Johannesburgo y Pretoria y de este a oeste entre Sandton y el Aeropuerto Internacional de Johannesburgo. Para que esté listo para la Copa Mundial de la FIFA 2010, el sistema de rieles está siendo diseñado para aliviar el tráfico en la carretera N1 entre Johannesburgo y Pretoria, que registra más de 160.000 vehículos al día.

### Aeropuertos

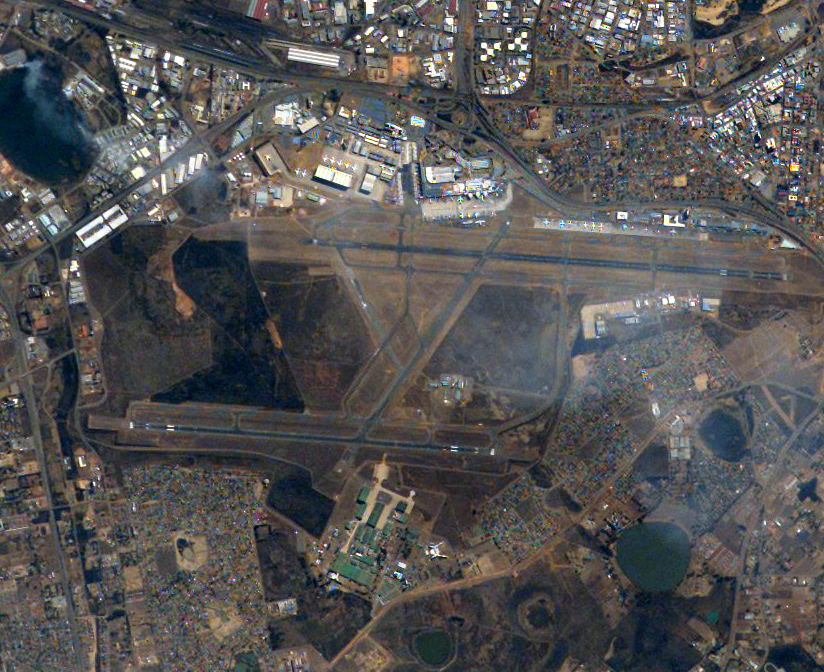
Vista aérea del Aeropuerto Internacional de Johannesburgo-Oliver Reginald Tambo.

Johannesburgo se sirve del Aeropuerto Internacional O.R. Tambo (antiguamente Aeropuerto Internacional de Johannesburgo) tanto para vuelos locales como internacionales. Otros aeropuertos incluyen el Rand Airport, Grand Central Airport y Lanseria. El Rand Airport, localizado en Germiston, es un pequeño campo de aviación, más para aviación particular, y alberga el primer Boeing 747 Classic de la South African Airways, el Lebombo, que ahora está en un museo de aviación. El aeropuerto Grand Central está ubicado en Midrand y también acoge aviones privados de tamaño pequeño. El Lanseria Airport se usa para vuelos comerciales a Ciudad del Cabo, Botsuana y Sun City.

### Autobuses
Johannesburgo cuenta con una flota de buses operada por Metrobus, una unidad corporativa de la ciudad de Johannesburgo. La flota consiste en alrededor de 550 buses de cubierta simple y doble, que viajan por 84 distintas rutas. Este total incluye 200 buses modernos (150 de cubierta doble y 50 de cubierta simple), hechos por la Volvo y Marcopolo/Brasa en 2002. La flota de Metrobus acarrea aproximadamente 20 millones de pasajeros al año. El Metrobus también opera varios buses abiertos como "City Slicker", usándolos para dar tours por la ciudad. Además, existen varios operadores privados de buses, aunque la mayoría se enfoca hacia rutas interciudades o en chárteres para grupos de turistas.

### Taxis
Johannesburgo posee dos tipos de taxis, con taxímetros y tipo minibús. A diferencia de en otras ciudades, los taxis con taxímetros no pueden circular por la ciudad en busca de pasajeros, sino que deben ser llamados y pedidos a un destino determinado. En comparación con otras ciudades, estos vehículos son poco frecuentes.
Los taxis tipo minibús son la forma de transporte de facto estándar y esencial para la mayoría de la población. Aunque esenciales, estos taxis suelen tener estándares de calidad pobres, no solo en valor para los caminos, sino que también en términos de la calidad de la conducción, cuyos chóferes frecuentemente cometen infracciones a las leyes del tránsito (como ir por el carril de los servicios de emergencia en carretera). Con la gran demanda de transporte por parte de la clase obrera, los taxis tipo minibús generalmente están sobre-ocupados de pasajeros, causando otro riesgo para los usuarios. Sin embargo, sin subsidios del Gobierno y una carencia de otro transporte público factible, los taxis tipo minibuses permanecerán como una forma esencial de transporte para la clase trabajadora de Joburg.

### Carreteras
El hecho de que Johannesburgo no haya sido construido cerca de un cuerpo de agua navegable significa que, desde los inicios de la historia de la ciudad, el transporte terrestre ha sido el medio más importante para llevar personas y bienes hacia y desde la ciudad. Uno de los periféricos más famosos de África es el Johannesburg Ring Road: comprende 3 carreteras que convergen a la ciudad, formando un anillo de 80 km alrededor de ella: el N3 Eastern Bypass, que conecta la ciudad con Durban; el N1 Western Bypass, que la conecta con Pretoria y Ciudad del Cabo; y el N12 Southern Bypass, que la conecta con Witbank y Kimberley. El N3 fue hecho exclusivamente de asfalto, pero las secciones N12 y N1 fueron, con cemento, de ahí el apodo dado al N1 Western Bypass, "The Concrete Highway". A pesar de tener más de 12 carriles en algunas áreas (6 en cada dirección), el Johannesburg Ring Road sufre frecuentes atascos. El Gillooly's Interchange, construido en una vieja granja en el punto de intersección entre el N3 Eastern Bypass y el R24 Airport Freeway, es posiblemente el cruce más ocupado del Hemisferio Sur.

### Trenes
La construcción del Gautrain Rapid Rail comenzó en octubre de 2006 y concluyó en 2010, a tiempo para la Copa de Mundo de la FIFA. Tiene varias estaciones subterráneas (en las áreas con edificios), así como en la superficie. Va desde la estación Johannesburg's Park Station, a través de Rosebank, Sandton, Midrand y hasta Pretoria. También hay una línea desde el Tambo International Airport hasta Sandton. Esta es la primera línea ferroviaria nueva que ha sido construida en el país desde el año 1977. El Gautrain es una red ferroviaria rápida de tecnología avanzada en Gauteng. La unión ferroviaria comprende de dos eslabones, a saber un eslabón entre Pretoria y Johannesburgo y un eslabón entre el Aeropuerto Internacional Tambo y Sandton. Aparte de las tres estaciones de ancla en estos dos eslabones, otras siete estaciones están unidas en aproximadamente 80 kilómetros del carril a lo largo de la ruta.

## Universidades en Johannesburgo

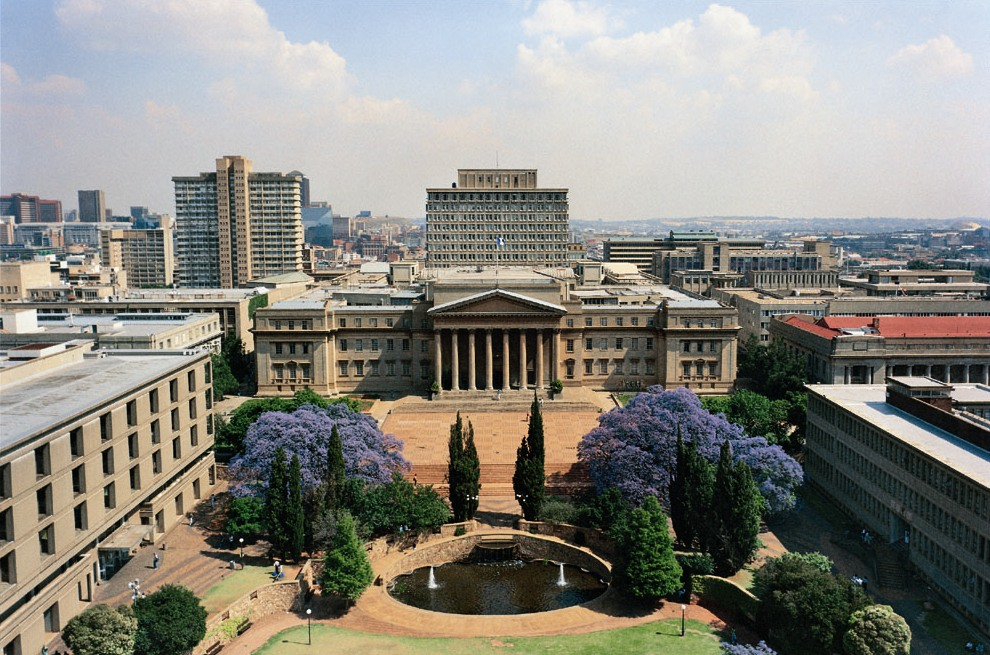
La Universidad de Witwatersrand.

Johannesburgo tiene un sistema de educación superior bien desarrollado, tanto para universidades privadas como públicas. Cuenta con las universidades públicas de Witwatersrand y Johannesburgo.
La Universidad de Johannesburgo se fundó el 1 de enero de 2005, cuando 3 universidades separadas y sus campus —Rand Afrikaans University, Technikon Witwatersrand y Vista University—se fusionaron. La nueva universidad ofrece educación ante todo en inglés y afrikáans, aunque se pueden tomar cursos en cualquiera de las lenguas oficiales de Sudáfrica.
La Universidad de Witwatersrand es una de las universidades líderes del país y es famosa como centro de resistencia al apartheid, por lo que se ganó el apodo de "Moscú de la Colina".
Entre las universidades privadas figuran la Monash University, que tiene uno de sus 8 campus en Johannesburgo (6 de los otros están en Australia y el octavo en Malasia) y el Midrand Graduate Institute, que se encuentra en Midrand.

## Ciudades hermanadas
- Kobe (Japón)
- Nueva York (Estados Unidos)
- Puente alto (Chile)